# Cascada
Cascada je německá taneční skupina, kterou v roce 2004 založili zpěvačka Natalie Horler, DJ Manian a DJ Yanou. Skupina působila do roku 2021 jako trio, od té doby zpěvačka působí s projektem samostatně.
Skupinu proslavily především hity „Everytime We Touch“ z roku 2005, který skupině v 2007 vynesl ocenění World Music Award, „Evacuate The Dancefloor“, „Everytime We Touch“, „What Hurts the Most“ nebo „Miracle“.
Skupina v roce 2013 reprezentovala Německo na Eurovision Song Contest s písní „Glorious“. Cascada je jedním z nejznámějších a nejúspěšnějších německých hudebních počinů 21. století na světové scéně.
Styl skupiny patří do kategorie elektronické taneční hudby označované původně zavádějícím termínem Eurotrance/Eurodance, později spíše Hands Up hard dance nebo electropop.

## Členové
Skupinu do roku 2021 tvořili tři členové. Dva němečtí hudební producenti Yann Peifer a Manuel Reuter a zpěvačka Natalie Horler. Oba producenti se živých vystoupení neúčastnili, Horler tak za celou skupinu veřejně vystupuje a je její tváří.
Natalie Horler (*1981) pochází z Bonnu. Ačkoli je její rodina původem z Velké Británie, narodila se a vyrůstala v Německu. Svou pěveckou kariéru začala již v 17 letech, kdy jednorázově zpívala pro různé projekty. Původně byla při zpěvu velmi nervózní a nesnesla, když se na ní lidé dívali. Její otec David Horler je jazzový muzikant, který spolupracoval s interprety jako Quincy Jones, Stan Getz nebo Tony Bennett.
Manuel Reuter, který je známý spíše pod pseudonymem DJ Manian, a Yann Peifer (známý jako Yannou) založili mimo jiné vydavatelství Zooland Records. V producentské dvojici také tvoří v projektech Tune Up!, Manian, Buldozzer, R.I.O. nebo Spencer and Hill.  

## Historie
Skupina byla založena dvěma německými producenty, kterými jsou Yann Peifer (Yanou) a Manuel Reuter (DJ Manian), kteří se roku 2004 potkali v nahrávacím studiu v německém Düsseldorfu. K jedné z jejich prvních společných písní s názvem „Miracle“ přizvali zpěvačku Natalii Horler a tím dali vzniknout jejich projektu Cascada.

### Průlom a Eurovize
Jejich singl „Everytime We Touch“ se stal celosvětovým hitem, dostal se na 10. příčku americké hitparády Billboard Hot 100 a postupně obsazoval příčky v top 10 v mnoha hitparádách dalších zemích. Stejnojmenné album se stalo několikrát platinovým. V roce 2008 pak vydali album spoluprací a remixů pod názvem Cascada and Friends: remixes Vol. 1. V roce 2009 vyšlo jejich druhé samostatné album Evacuate the Dancefloor, stejnojmenný singl se pak umístil na 1. příčce britské hitparády.

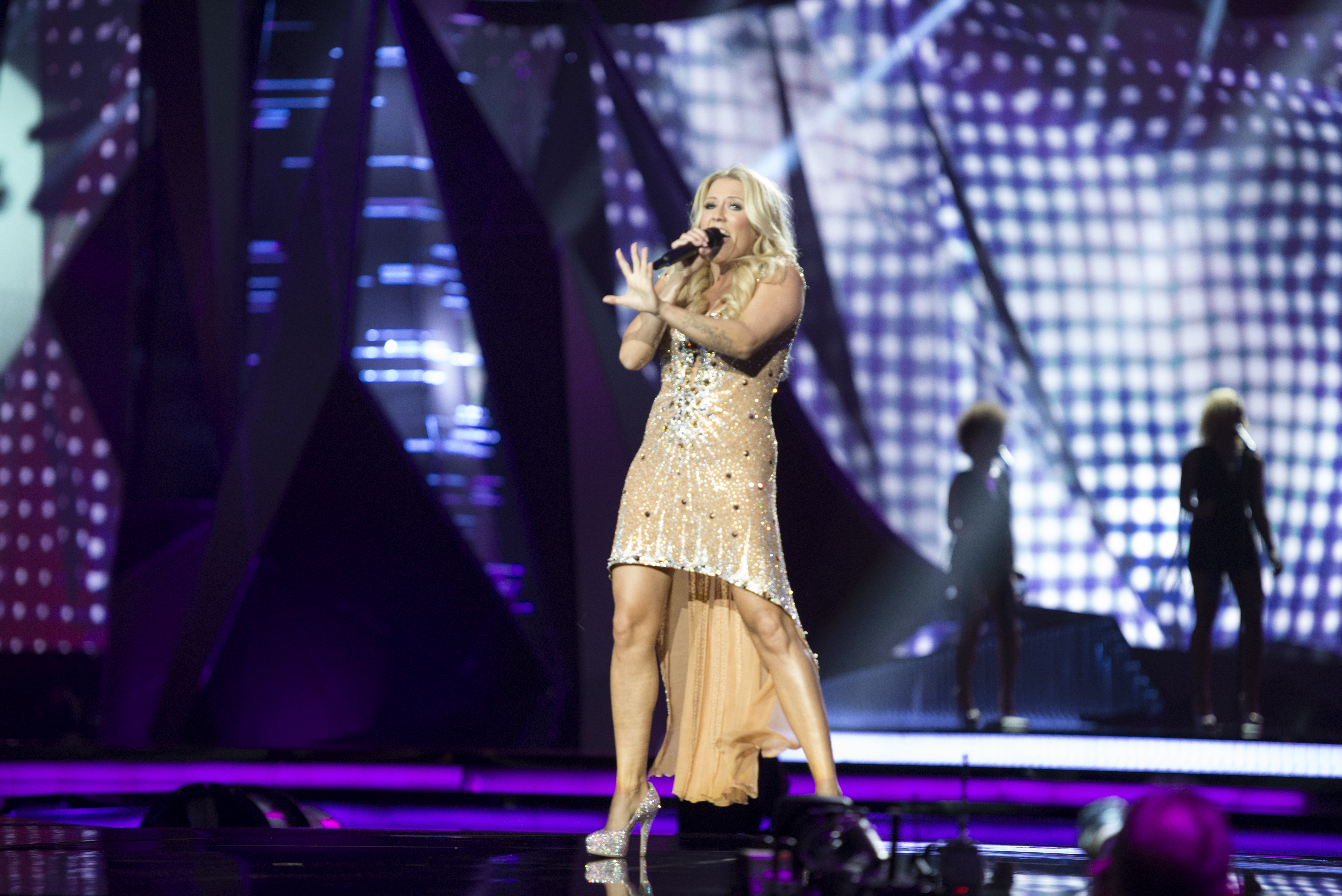
Natalie Horler během zkoušek na živé vystoupení na Eurovision Song Contest 2013.

Cascada se v roce 2013 rozhodla zapojit do projektu Německé televize ARD Unser Song für Malmö, což bylo německé národní kolo soutěže Eurovision Song Contest 2013. Dne 14. února 2013 zvítězila s písní „Glorious“ a následně soutěžila na Eurovision Song Contest v Malmö. Tam se ve finále umístila na 21. místě. Ve stejném roce vydala skupina první akustické album.
Během dalších let vydala Cascada pouze několik samostatných singlů. V roce 2017 vydala singl „Playground“, který se stal oficiální písní pro Mistrovství světa v ledním hokeji 2017.

### Změna produkce
V roce 2023 se skupina vrátila po celé dekádě do USA s klubovým turné a ve vystoupeních pokračovala v Evropě a USA i v roce 2024. 15. března 2024 vydala Natalie Horler pod značkou Cascada nový cover singlu „Ain’t No Mountain High Enough“. Tentokrát ale singl produkoval Christian Geller s odůvodněním, že byť je zpěvačka stále v kontaktu s původními producenty, jejich časový harmonogram jim nedovoluje se scházet. Vokály se pak podílela na remixu singlu „Never Be Lonely“ od Jax Jones a Zoe Wees.
11. října 2024 vyšlo další studiové album s názvem Studio 24, které produkoval Christian Geller. Album obsahuje celkem 15 cover verzí písní ve stylu funk a disco. Název alba odkazuje na stejnojmenný legendární newyorský noční klub. Cascada také oznámila evropské turné k 20. výročí svého působení na hudební scéně.

## Diskografie

### Alba
- Everytime We Touch (2006)
- Perfect Day (2007)
- Evacuate the Dancefloor (2009)
- Original Me (2011)
- Acoustic Sessions (2013)
- Studio 24 (2024)

### Singly
- 2004: „Miracle“
- 2004: „Bad Boy“
- 2005: „Everytime We Touch“
- 2006: „Truly Madly Deeply“
- 2007: „A Neverending Dream“
- 2007: „Can´t Stop the Rain“
- 2007: „What Hurts the Most“
- 2008: „What Do You Want from Me?“
- 2008: „Because the Night“
- 2008: „Faded“
- 2009: „Perfect Day“
- 2009: „Evacuate the Dancefloor“
- 2009: „Fever“
- 2009: „Dangerous“
- 2010: „Pyromania“
- 2010: „Night Nurse“
- 2011: „San Francisco“
- 2012: „Summer of Love“
- 2013: „Glorious“
- 2014: „Blink“
- 2017: „Playground“
- 2019: „Like the Way I Do“
- 2020: „I’m Feeling It (In The Air)“
- 2021: „Never Let Me Go“
- 2024: „Ain’t No Mountain High Enough“
- 2024: „Call Me“